# Alan Bennett
Alan Bennett (Armley, 1934. május 9. –) angol színész, író, drámaíró és forgatókönyvíró. Szórakoztatói pályafutása során számos díjat és kitüntetést kapott, köztük két BAFTA-díjat, négy Laurence Olivier-díjat és két Tony-díjat. A György király (1994) című filmjéért Oscar-jelölést is kapott. 2005-ben megkapta a Society of London Theatre különdíját.
Bennett Leedsben született, és az Oxfordi Egyetemen tanult történelmet, és az Oxford Revüvel lépett fel. Néhány évig az egyetemen maradt középkori történelmet tanítani és kutatni. Az 1960-as Edinburgh-i Fesztiválon Dudley Moore-ral, Jonathan Millerrel és Peter Cookkal való írói és előadói együttműködése a Beyond the Fringe című szatirikus revüben azonnal hírnevet hozott neki, és később Tony különdíjat kapott. Felhagyott az akadémiai pályával, és főállásban az írással foglalkozott, első színpadi darabját, a Negyven év múlva címűt 1968-ban mutatták be. Ismertté vált a Talking Heads című drámai monológjaival is, amelyek 1988-ban és 1999-ben futottak a BBC1 csatornán, és amelyekért Brit Televíziós Akadémia díjat kapott.
A Royal National Theatre különböző darabjaival aratott sikert. A Single Spies című darabjáért 1990-ben megkapta a legjobb vígjátéknak járó Laurence Olivier-díjat. Ezután a The Madness of George III (III. György őrülete) című darabbal hozta meg az áttörést 1992-ben. Ezért a darabért a legjobb új darabnak járó Laurence Olivier-díjra jelölték. A következő évben színre vitte a BBC Talking Heads című sorozatának színházi előadását 1992-ben. További elismeréseket kapott a The Lady in the Van (1999), a The History Boys (2004) és a The Habit of Art (2009) című darabjaiért. Második Tony-díját a legjobb színdarabért 2005-ben a The History Boys című darabért kapta. A következő darabjait később filmre adaptálták: The Madness of King George (1994), amelyért Oscar-díjra jelölték a legjobb adaptált forgatókönyv kategóriában, The History Boys (2005) és The Lady in the Van (2015).
Bennett hangoskönyvről is ismert, többek között az Alice Csodaországban és a Micimackó felolvasásairól.

## Fiatalkora
Bennett 1934. május 9-én született Armley-ben, (Leeds, West Riding of Yorkshire). A Co-op hentes, Walter és felesége, Lilian Mary (született Peel) kisebbik fia, Bennett a Christ Church, Upper Armley, Church of England School (Barbara Taylor Bradforddal egy osztályba járt), majd a Leeds Modern School (ma Lawnswood School) iskolába járt. Van egy idősebb testvére.
A nemzeti szolgálata alatt a Joint Services School for Linguists-ban tanult oroszul, mielőtt ösztöndíjra jelentkezett az Oxfordi Egyetemre. Az oxfordi Exeter College felvételt nyert, és első osztályú diplomát szerzett történelemből. Oxfordi tanulmányai alatt több, később sikeres színésszel együtt komédiázott az Oxford Revue-ban. Néhány évig az egyetemen maradt, a Magdalen College középkori történelmet oktató junior előadóként dolgozott, mielőtt 1960-ban úgy döntött, hogy nem alkalmas az akadémiai pályára.

## Pályája

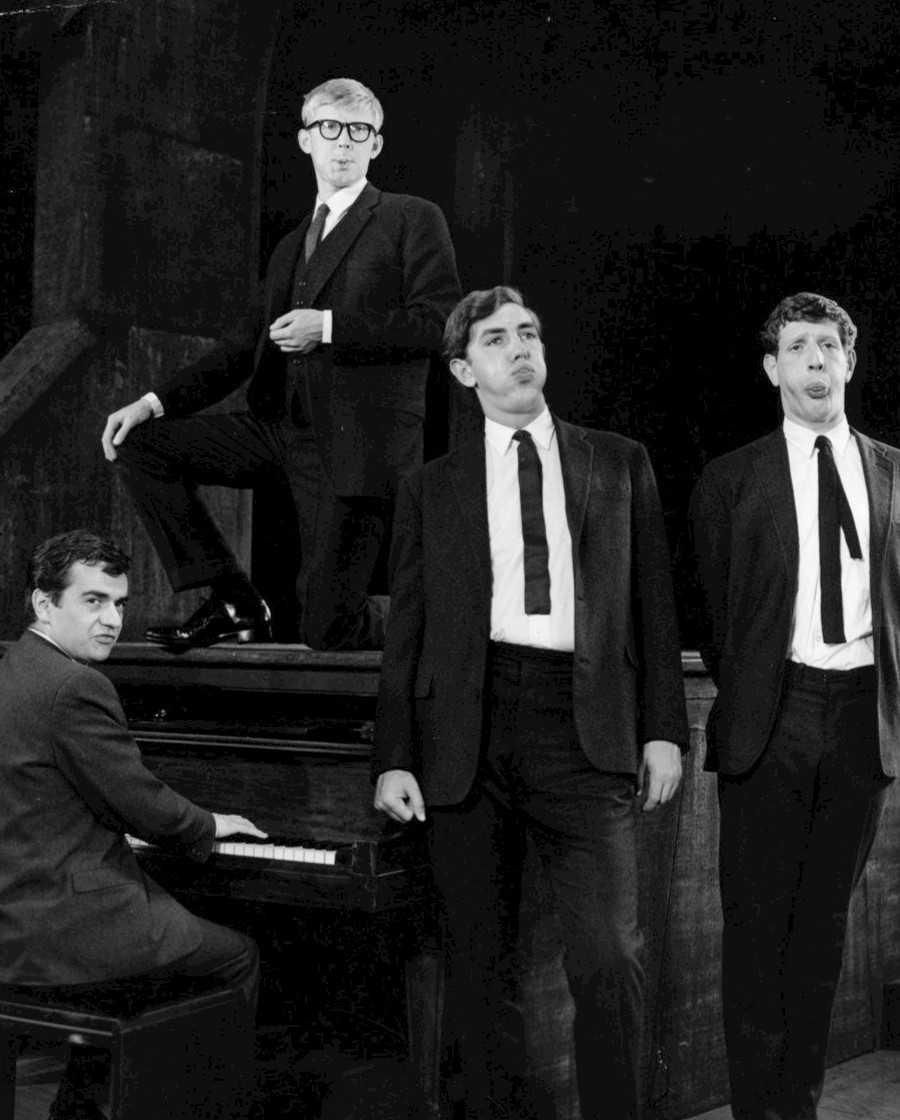
Balról: Dudley Moore, Alan Bennett, Peter Cook és Jonathan Miller a Beyond the Fringe a Broadway-n, kb. 1962.

### Korai karrier
1960 augusztusában Bennett – Dudley Moore-ral, Jonathan Millerrel és Peter Cookkal együtt – az Edinburgh-i Fesztiválon való szereplés után szerzett hírnevet a Beyond the Fringe című szatirikus revüben, amelyet Londonban és New Yorkban folytattak. Szerepelt az Apám ismerte Lloyd George-ot című filmben is. Az On the Margin (1966) című televíziós vígjátéksorozatát törölték; a BBC inkább újrafelhasználta a drága videokazettát, minthogy az archívumban tartsa. 2014-ben azonban bejelentették, hogy a teljes sorozat hangmásolatát megtalálták.
Bennett első színpadi darabját, a Forty Years On-t Patrick Garland rendezésében és John Gielgud főszereplésével 1968-ban mutatták be. Második darabját, a Getting On-t, szintén Garland rendezésében és Kenneth More főszereplésével 1971-ben mutatták be. Számos televíziós, színpadi és rádiós darab következett, emellett forgatókönyvek, novellák, novellák, nagy mennyiségű nem fikciós próza, valamint műsorszórás és számos színészi szereplés.
A Királyi Nemzeti Színházzal és a BBC-vel való hosszú együttműködés ellenére Bennett soha nem ír megbízásból, mondván: „Nem dolgozom megbízásból, csak megrendelésre. Ha az embereknek nem kell, akkor az nagy baj”.
Számos televíziós munkája közé tartozik az 1972-es A Day Out, az 1977-es A Little Outing, az 1982-es Intensive Care, az 1983-as An Englishman Abroad és az 1991-es A Question of Attribution. De talán a leghíresebb képernyős munkája az 1988-as Talking Heads televíziós monológsorozat, amelyet később, 1992-ben a londoni Comedy Theatre-ben adtak elő. Egy évtizeddel később egy második, hat darabból álló Talking Heads sorozat következett.

### 1980-as évek
1980-ban írta az Enjoy című darabot. A darab a Vaudeville Színházban alig hét hétig futott, annak ellenére, hogy Joan Plowright, Colin Blakely, Susan Littler, Philip Sayer, Liz Smith (aki Joan Hicksont helyettesítette a próbák alatt) és – első West End-szerepében – Marc Sinden is remekül játszott. A darabot Ronald Eyre rendezte. Az Enjoy új produkciója a 2008-as brit turné során igen kedvező kritikákat kapott, és 2009 januárjában a londoni West Endre került. A West End show több mint 1 millió fontot hozott az elővételes jegyeladásokból, sőt, a kereslet miatt meg is hosszabbították a bemutatót. A produkcióban Alison Steadman, David Troughton, Richard Glaves, Carol Macready és Josie Walker játszott.

### 1990-as évek
Bennett a The Lady in the Van című művét egy Miss Shepherd nevű excentrikus nővel kapcsolatos tapasztalatai alapján írta, aki több mint tizenöt éven át Bennett kocsifelhajtóján lakott egy sor lerobbant furgonban. Először 1989-ben jelent meg esszé formájában a London Review of Booksban. Könyv formájában 1990-ben adta ki. 1999-ben színdarabot készített belőle, amelynek főszerepét Maggie Smith játszotta, és amelyet Nicholas Hytner rendezett. A színdarabban két Alan Bennett nevű szereplő is szerepel. 2009. február 21-én a BBC Radio 4 rádiójátékként sugározta, Maggie Smith újra eljátszotta a szerepét, Alan Bennett pedig saját magát. A történetet újra feldolgozta egy 2015-ös filmhez, amelyben Maggie Smith ismét eljátszotta a szerepét, és Nicholas Hytner ismét rendezett. A filmben Alex Jennings játssza Bennett két változatát, noha Alan Bennett a film legvégén egy cameóban tűnik fel.
Bennett 1991-es darabját, a The Madness of George III címűt adaptálta filmre. A The Madness of King George (1994) című film négy Oscar-jelölést kapott: Bennett írói munkásságáért, valamint Nigel Hawthorne és Helen Mirren alakításáért. A legjobb művészeti rendezésért járó díjat is elnyerte.
1995-ben Bennett írta és vezette a BBC háromrészes The Abbey című dokumentumfilm-sorozatát, amelyet Jonathan Stedall rendezett. A műsor személyes tisztelgés és túra a Westminsteri apátságban.

### 21.század

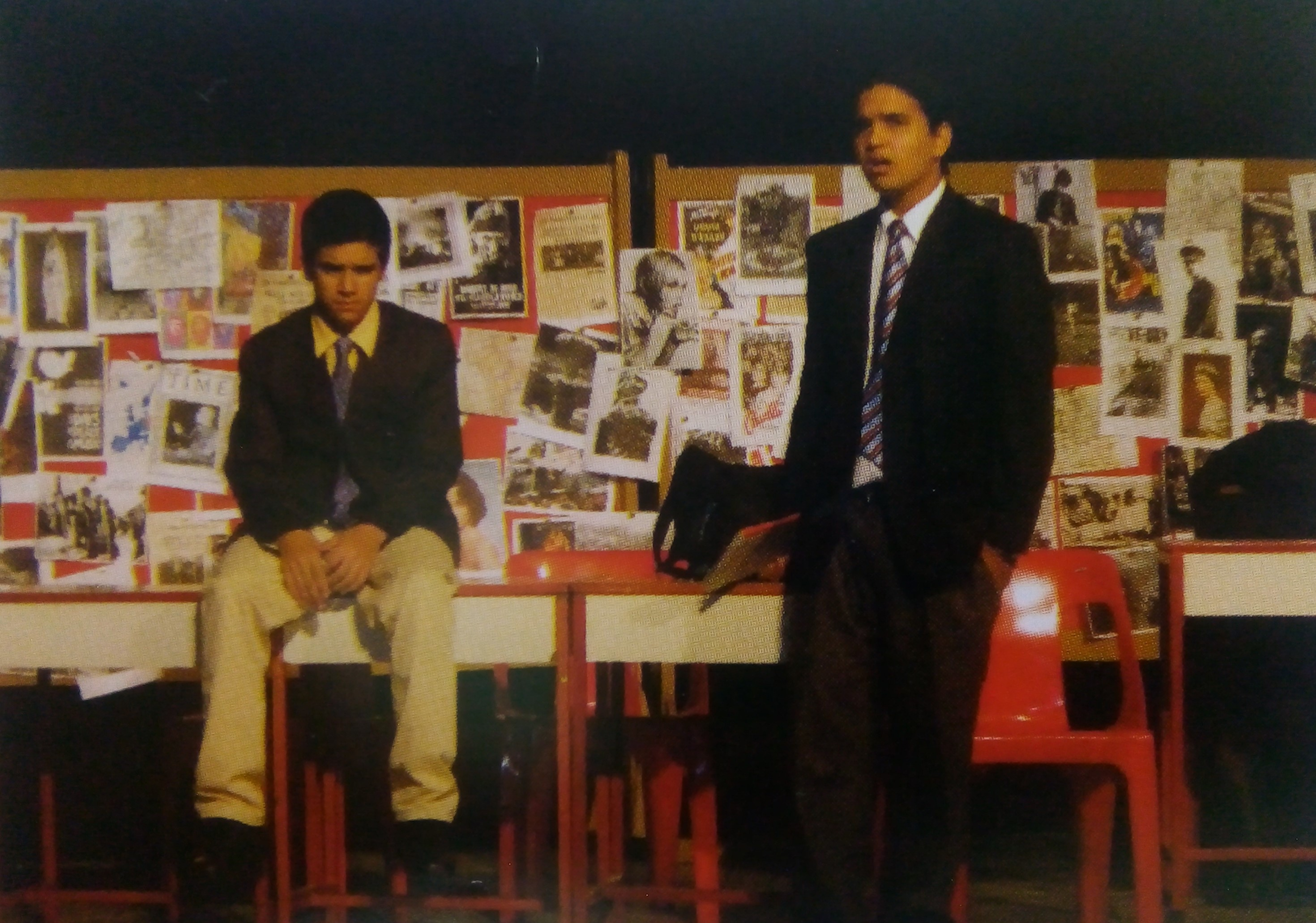
Bennett The History Boys című 2007-es produkciója a Doon Schoolban Vivaan Shah közreműködésével, az indiai Dehradúnban.

Bennett kritikusai által elismert The History Boys című darabja 2005-ben három Laurence Olivier-díjat nyert, a legjobb új darab, a legjobb színész (Richard Griffiths) és a legjobb rendezés (Nicholas Hytner) kategóriában, korábban pedig elnyerte a Critics' Circle Theatre Awards, valamint az Evening Standard Awards díjat a legjobb színész és legjobb játék kategóriában. Bennett megkapta a Laurence Olivier-díjat is a brit színházban nyújtott kiemelkedő hozzájárulásért. A The History Boys hat Tony-díjat nyert a Broadwayn, köztük a legjobb színdarab, a legjobb színészi alakítás (Richard Griffiths), a legjobb női alakítás (Frances de la Tour) és a legjobb rendezés (Nicholas Hytner) díját. A History Boys filmváltozatát 2006 októberében mutatták be az Egyesült Királyságban. Bennett 2005-ben megjelent Untold Stories című prózai gyűjteményében arról a mentális betegségről írt, amelyben édesanyja és más családtagjai szenvedtek.
A Királyi Nemzeti Színházban 2009 végén Nicholas Hytner rendezte Bennett The Habit of Art című darabját, amely W. H. Auden költő és Benjamin Britten zeneszerző kapcsolatáról szól.
Bennett People című darabja 2012 októberében mutatkozott be a Nemzeti Színházban. Ugyanezen év decemberében mutatták be a Cocktail Sticks című önéletrajzi ihletésű darabot a Nemzeti Színházban, a Hymn című monológgal együtt. A produkciót Bennett régi munkatársa, Nicholas Hytner rendezte. A darabot kedvező fogadtatásban részesítették, és a londoni West End Duchess Színházába vitték át, majd a BBC Radio 4 rádióadásra adaptálta.
2018 júliusában a londoni Bridge Színházban a kritikusok elismerésével nyílt meg Bennett Allelujah! című komikus drámája, amely egy bezárással fenyegetett nemzeti egészségügyi kórházról szól.

## Magánélete

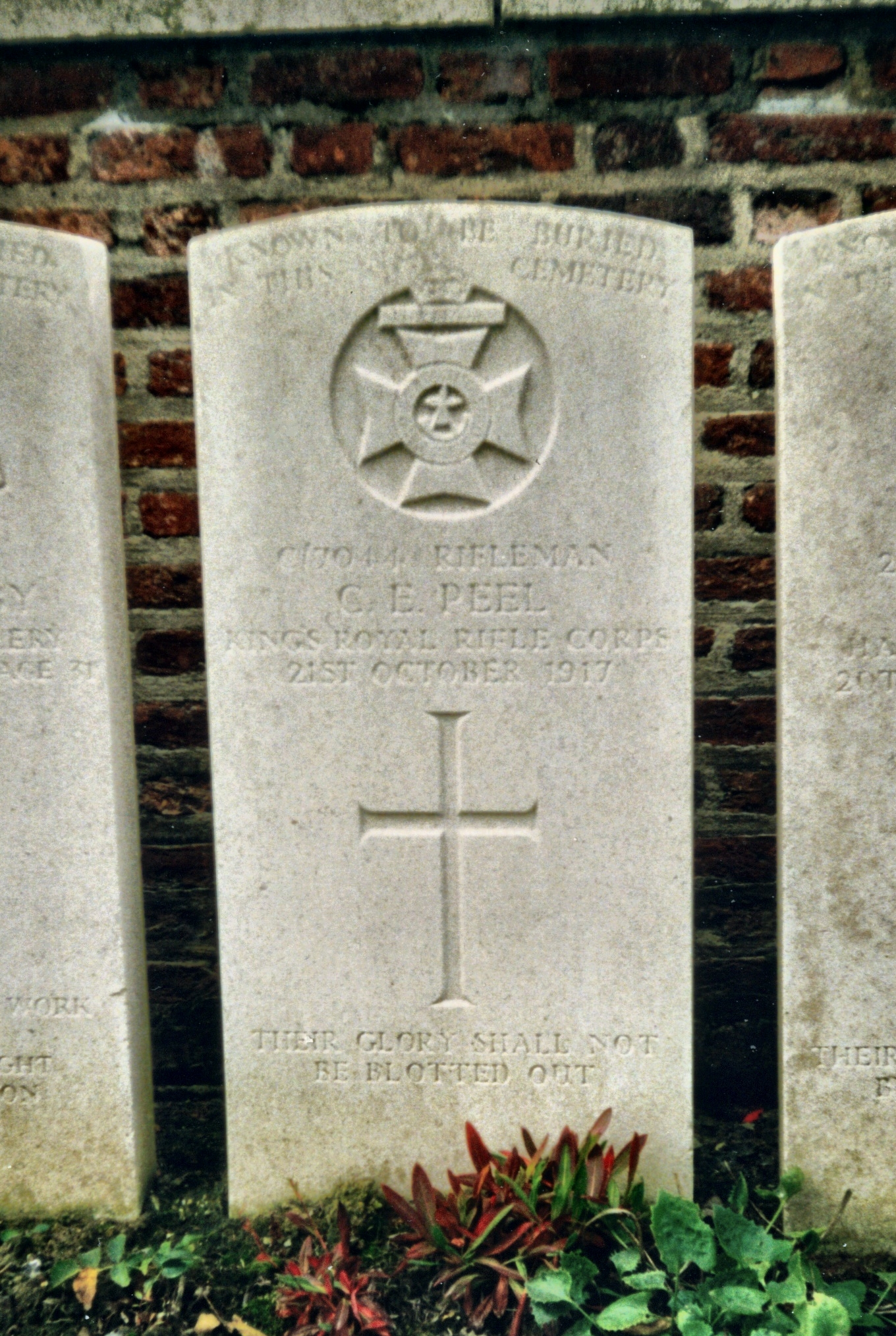
Alan Bennett Clarence bácsikájának sírköve a Larch Wood (Railway Cutting) temetőben, aki 1985-ben egy rádiómonológ tárgya volt.

Bennett 40 évig élt a londoni Camden Townban, a Gloucester Crescenten, majd 2006-ban a pár perc sétára lévő Primrose Hillbe költözött élettársával, Rupert Thomasszal, a The World of Interiors magazin korábbi szerkesztőjével. Hosszú távú kapcsolata volt korábbi házvezetőnőjével, Anne Daviesszel is, egészen annak 2009-ben bekövetkezett haláláig.
Bennett agnosztikus. Anglikánnak nevelkedett, de az évek során fokozatosan „elhagyta [az egyházat]”.
1988-ban visszautasította a Brit Birodalom Rendjének (CBE) parancsnoka kitüntetést, 1996-ban pedig a lovaggá ütést.
2005 szeptemberében Bennett elárulta, hogy 1997-ben vastagbélrákkal kezelték, és a betegséget „unalmasnak” nevezte. A túlélési esélyeit 50%-nál „sokkal kisebbnek” adták meg, és a sebészek azt mondták neki, hogy egy „kőkemény zsemle” méretű daganatot távolítottak el. Az Untold Stories (2005-ben jelent meg) című kötetet úgy kezdte el, hogy majd posztumusz adják ki, de a rákos megbetegedése gyógyulásnak indult.
A könyv nagy részét alkotó önéletrajzi vázlatokban Bennett azt mondja magáról, hogy „homoszexuális vagyok”, de említést tesz nőkkel való „kalandokról” is. Korábban a szexualitására vonatkozó kérdésekre úgy utalt, mintha egy olyan embert kérdeznének, aki épp most kúszott át a Szahara sivatagon, hogy válasszon a Perrier vagy a Malvern ásványvíz között.
2008 októberében bejelentette, hogy a Bodleian Könyvtárnak adományozza teljes archívumát, amely munkapapírokból, kiadatlan kéziratokból, naplókból és könyvekből áll, és kijelentette, hogy ezzel a hála gesztusával törleszti adósságát a brit jóléti államnak, amely olyan oktatási lehetőségeket biztosított számára, amelyeket szerény családi háttere miatt máskülönben nem engedhetett volna meg magának.
2015 szeptemberében Bennett támogatta Jeremy Corbyn kampányát a Munkáspárt vezetői választásán. A következő hónapban, Corbyn választási győzelme után Bennett azt mondta: „Jóváhagyom őt. Már csak azért is, mert visszavezeti a Labour-t ahhoz, amin gondolkodniuk kellene”.
Jonathan Miller 2019-ben bekövetkezett halála után Bennett lett az egyetlen túlélő tagja az eredeti Beyond the Fringe kvartettnek, amelyben Peter Cook és Dudley Moore is szerepelt.

## Művei
Válogatás

### Film
- A Private Function(wd) (forgatókönyv), 1984
- Prick Up Your Ears(wd) (forgatókönyv), 1987
- Little Dorrit(wd), 1987
- The Madness of King George(wd) (forgatókönyv), 1995
- The History Boys(wd) (forgatókönyv), 2006
- The Lady in the Van (forgatókönyv), 2015

### Színház
- The Madness of George III (író), 1991
- The Wind in the Willows (író), 1991
- Talking Heads (író), 1992
- The Lady in the Van (író), 1999
- The History Boys (író), 2004
- The Habit of Art (író), 2009
- People (író), 2012
- Cocktail Sticks (író), 2012
- Allelujah! (író), 2018

## Művei
- Beyond the Fringe (with Peter Cook, Jonathan Miller(wd)[3], and Dudley Moore). London: Souvenir Press, 1962, and New York: Random House, 1963
- Forty Years On, London: Faber, 1969
- Getting On, London: Faber, 1972
- Habeas Corpus, London: Faber, 1973
- The Old Country, London: Faber, 1978
- Enjoy, London: Faber, 1980
- Office Suite, London: Faber, 1981
- Objects of Affection, London: BBC Publications, 1982
- A Private Function, London: Faber, 1984
- Forty Years On; Getting On; Habeas Corpus, London: Faber, 1985
- The Writer in Disguise, London: Faber, 1985
- Prick Up Your Ears: The Film Screenplay, London: Faber, 1987
- Two Kafka Plays, London: Faber, 1987
- Talking Heads, London: BBC Publications, 1988; New York: Summit, 1990
- Single Spies, London: Faber, 1989
- The Lady in the Van (esszé a London Review of Books-ban), 1989
- The Lady in the Van (könyv), 1990
- Single Spies and Talking Heads, New York: Summit, 1990
- Poetry in Motion (másokkal), 1990
- The Wind in the Willows, London: Faber, 1991
- Forty Years on and Other Plays, London: Faber, 1991
- The Madness of George III, London: Faber, 1992
- Poetry in Motion 2 (másokkal) 1992
- Writing Home (naplók) London: Faber, 1994
- The Madness of King George (forgatókönyv), 1995
- Father! Father! Burning Bright (Az 1982-es Intensive Care TV-szkript prózai változata), 1999
- The Laying on of Hands (történetek), 2000
- The Clothes They Stood Up In (novella), 2001
- Untold Stories (naplók), London, 2005, ISBN 0-571-22830-5
- The Uncommon Reader (novella), London, 2007
- A Life Like Other People's (memoár), London, 2009
- Smut: Two Unseemly Stories (történetek), London, 2011
- Six Poets: Hardy to Larkin: An Anthology, London: Faber, 2015
- Keeping On Keeping On (naplók), London, 2016[43]
- The Shielding of Mrs Forbes, London: Faber, 2019 (a Faber Stories sorozat része)

- House Arrest: Pandemic Diaries, London: Faber, 2022

### Magyarul megjelent
- A királynő olvas (The Uncommon Reader) – Magvető, Budapest, 2009 · ISBN 9789631427349 · fordította: Rakovszky Zsuzsa

## Díjak és kitüntetések
Alan Bennett díjainak és jelöléseinek listája
Bennettet 1987-ben az oxfordi Exeter College tiszteletbeli tagjává választották. 1990-ben a Leedsi Egyetem D. Litt fokozatát is megkapta, 1996-ban pedig a Kingston Egyetem tiszteletbeli doktori címét. 1998-ban megtagadta az Oxfordi Egyetem díszdoktori címét, tiltakozásul amiatt, hogy az egyetem elfogadta a finanszírozást Rupert Murdoch sajtócézártól. 1988-ban visszautasította a CBE, 1996-ban pedig a lovagi címet. Kijelentette, hogy bár nem republikánus, soha nem szeretne lovaggá lenni, mondván, ez kicsit olyan lenne, mintha élete végéig öltönyt kellene viselnie.
2011 decemberében Bennett visszatért a Lawnswood középiskolába, közel 60 évvel azután, hogy elhagyta, hogy leleplezze az átnevezett Alan Bennett Könyvtárat. Azt mondta, hogy a The History Boys című könyvet „lazán” az iskolában szerzett tapasztalataira és az Oxfordba való felvételére alapozta. A Lawnswood School az írónak szentelte könyvtárát, miután az a közkönyvtári megszorítások ellen kampányoló hangadóvá vált. A helyi könyvtárak bezárására vonatkozó tervek „helytelenek és nagyon rövidlátóak” – mondta Bennett, hozzátéve: „Elszegényítjük a fiatalokat”.

## A populáris kultúrában
- A Peter Cook és Dudley Moore karrierjét bemutató Not Only But Always(wd) című televíziós filmben Bennettet Alan Cox(wd) alakítja.[50]
- A Beyond the Fringe(wd) többi tagjával együtt Bennett a Chris Bartlett(wd) és Nick Awde(wd) által írt Pete and Dud: Come Again című darabban szerepel.
- Bennett a Family Guy című animációs sorozat „Brian's Play” című epizódjában saját magát szólaltatja meg.[51]
- Bennettet alakította Sztálint Harry Enfield(wd) "Talking Heads of State" című szatirikus sorozatának egyik, a BBC Two 2014-es Harry and Paul's Story of the Twos című epizódjában.[52]
- Bennettet Reece Dinsdale alakítja a 2014-es Untold Stories című produkcióban a [West Yorkshire Playhouse-ban(wd).[53]
- Bennettet Alex Jennings(wd) brit színész alakítja a 2015-ös The Lady in the Van című vígjáték-dráma filmben. A film végén röviden önmagaként jelenik meg.
- A Netflix The Crown című műsora 2. évadában, a "Mystery Man" című epizódban Bennettet Seb Carrington brit színész alakítja.
- Stewart Lee(wd) 2022-es "Tornado" című vígjátékspeciáljában Bennett a legvégén saját magaként jelenik meg. A jelenetben Bennett azt állítja, hogy Erving Goffmannek(wd) tetszett volna a különkiadás.[54] Ez egy Lee komédiájáról szóló kritikára utal, amelyet Bennett 2017-ben írt a London Review of Books(wd) számára, és a különkiadás egy korábbi viccére utal.

## Fordítás
- Ez a szócikk részben vagy egészben  az   Alan Bennett című angol Wikipédia-szócikk fordításán alapul.  Az eredeti cikk szerkesztőit annak laptörténete sorolja fel. Ez a jelzés csupán a megfogalmazás eredetét és a szerzői jogokat jelzi, nem szolgál a cikkben szereplő információk forrásmegjelöléseként.